# Colin Booth
Colin Booth (født 30. december 1934 i Middleton, død 12. maj 2025) var en engelsk fodboldspiller (angriber).
Booth startede sin karriere hos Wolverhampton Wanderers, som han repræsenterede i frem til 1959. Her var han med til at vinde det engelske mesterskab både i 1958 og 1959. Senere spillede han også for blandt andet Nottingham Forest og Doncaster Rovers.

## Titler
Engelsk mesterskab
- 1958 og 1959 med Wolverhampton Wanderers